# غلوريا داون
غلوريا داون هي عارضة كندية، ولدت في 27 يوليو 1940 في ساسكاتون في كندا.